# Sarsostraca
Sous-classe
Les Sarsostraca sont une sous-classe de crustacés branchiopodes.

## Liste des ordres
Selon World Register of Marine Species (30 décembre 2018) :
- ordre Anostraca Sars, 1867